# Jardinerie

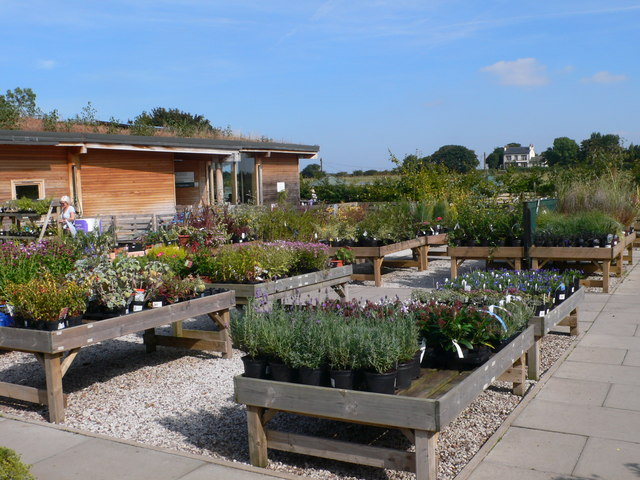
Point de vente de végétaux en Angleterre (Cheshire)

Une jardinerie est un magasin de plus de 1 000 m2[réf. nécessaire] spécialisé dans la vente aux particuliers de végétaux et de toutes les fournitures, outillages et matériaux nécessaires à l'aménagement et à l'entretien d'un jardin.
Une jardinerie comporte bien souvent un rayon animalerie, avec ou sans vivant.
Exemples d'enseignes nationales de jardinerie : Jardiland, Truffaut, Botanic, Gamm vert, VillaVerde, Baobab, Delbard.

## Organisation professionnelle
La Fédération nationale des métiers de la jardinerie (FNMJ), fondée en 1991 sous le nom FNDSJ, est le syndicat professionnel représentatif des jardineries et graineteries en France. La FNMJ négocie la convention collective Jardineries & Graineteries et assure le secrétariat de la commission paritaire nationale.
Le Synapses, syndicat professionnel créé en juillet 2011, défend les intérêts de tous les acteurs de la filière des animaux domestiques et non domestiques, quel que soit le type d'entreprises d'appartenance ou le statut de ces professionnels.